# Шапошникова (деревня)
Шапошникова — деревня в Вагайском районе Тюменской области России. Входит в состав Дубровинского сельского поселения.

## География
Деревня находится на берегу реки Иртыш. Автомобильное сообщение.

## Население
| 2010 |
| ---- |
| 5    |